# Гулзорон
Гулзорон (тадж. Гулзорон, до марта 2022 г. — Гулама) — село в Сайлиободском сельской общине (джамоате) Лахшского района. Расстояние от села до центра района — 57 км, до центра джамоата — 5 км. Население — 673 человек (2017 г.), таджики.
Основано в 1973 г.